# アンヘル・ギジェルモ・エレディア
アンヘル・ギジェルモ・エレディア・エルナンデス（Ángel Guillermo Heredia Hernández、1975年11月22日 - ）は、メキシコの元円盤投選手、ドーピング薬物の元売人、スポーツコーチである。選手としてドーピングを行った経験と、科学的な知識を活かし、数多くの陸上競技コーチにドーピング用薬物を提供した。

## 経歴

### 選手時代
円盤投選手のキャリアの間は、ギジェルモ・エレディアの名で知られた。エレディアが初の国際大会に出場したのは、1990年中央アメリカ・カリブジュニア陸上競技選手権大会のユース部門で、順位は7位だった。1993年パンアメリカン陸上競技選手権大会でも7位だった。国際大会で初めてメダルを手に入れたのは、1994年中央アメリカ・カリブジュニア陸上競技選手権大会で、円盤投で金メダル、砲丸投で8位となった。 しかし、同年の1994年世界ジュニア陸上競技選手権大会では予選落ちだった。
エレディアはシニアのレベルで戦うために、ドーピングに手を染めるようになった。使用したのはヒト成長ホルモンとテストステロンである。1995年から1999年にかけてのメキシコ陸上競技選手権大会で4度優勝したが、夢であった夏季オリンピックの出場は叶わなかった。エレディアは能力向上薬（ドーピング）に対しての知識を広め、その知識がドーピングに手を染める選手にとって高い価値があることに気付いた。化学教授の父に続き、エレディアは化学の学位を取得。様々な薬物の化学的機能を研究し、ドーピング薬物が薬物検査で検出される可能性を減少させる方法と、運動能力を効率的に高める方法を考案した。

### 指導者時代
陸上競技コーチと科学者としては、アンヘル・エレディアの名で知られ、メモというニックネームで呼ばれるようになった。 トレバー・グラハム、ウィンスロップ・グラハム、ジョン・スミスとレイモンド・スチュワートなど、多数の著名な陸上競技コーチに協力した。エレディアは多数のドーピング用薬物を開発した。最も成功したのはテストステロンと成長ホルモンとエリスロポエチンを組み合わせたものだった。バルコ・スキャンダルによってドーピングの蔓延が発覚すると、エレディアは自分の手法とドーピングについて国際的なメディアで広く議論した。エレディアは2008年から2011年にかけて数回連邦捜査局と米国反ドーピング機関（USADA）に証人として呼び出された。
その後、エレディアは自身をアンヘル・エルナンデスと呼ぶようになった。そして、ストレングス・コンディショニングコーチとして働くようになった。エレディアは非常に明確なトレーニングルーチン、高地トレーニング、合法的なサプリメントなどの合法的なトレーニング方法を支持し、ドーピング薬物を使用した過去を捨てたと主張している。エレディアは2011年にボクサーのファン・マヌエル・マルケスとホルヘ・アルセと働き始め、両者の世界タイトル獲得を助けた。2012年にマニー・パッキャオとの試合に臨んだマルケスの肉体は年齢不相応にビルドアップされており、エレディアが陣営にいたこともあってドーピング疑惑が取りざたされることになった。

## ビクター・コンテとの関係
エレディアは陸上競技選手に薬物を販売していたころ、バルコの創設者ビクター・コンテとライバル関係にあった。エレディアは、バルコに顧客となる選手を奪われていたからである。バルコ・スキャンダル発覚のきっかけとなった告発は、エレディアの協力者だったトレバー・グラハムによって行われた。両者ともバルコ・スキャンダル発覚後ボクシングに活動の場を移したが、ボクシングのドーピング検査機関としてエレディアはUSADAを支援し、コンテはボランティア・アンチ・ドーピング協会（VADA）を支援しており、対立が続いている。2013年になっても、コンテは「エレディアは今でもドーピング男だ。」と言い、対するエレディアは「コンテは嫉妬深い、ただの狂った老人だ。」と発言している。